# Moschendorf (Burgenland)
Moschendorf (ungarisch Nagysároslak, Németnagysároslak; kroatisch Šerešlaka) ist eine Gemeinde mit 370 Einwohnern (Stand 1. Jänner 2024) im Bezirk Güssing im Burgenland in Österreich. Die Gemeinde ist Teil des Naturparks in der Weinidylle.

## Geografie
Die Gemeinde liegt im unteren Pinkatal im Südburgenland, direkt an der Staatsgrenze Österreich/Ungarn. Moschendorf ist die einzige Ortschaft in der Gemeinde. Im Gemeindegebiet befindet sich zudem der Ort Bergen Häuser.

### Nachbargemeinden
Aufgrund der Grenzverhandlungen zwischen Österreich und Ungarn 1922/1923 wurde der nördliche Nachbarort an der Pinka, Prostrum/Szentpéterfa, an Ungarn rückgegliedert. Da der südliche Nachbarort, Pinkamindszent, ebenfalls zu Ungarn gehört, grenzt das Gemeindegebiet im Norden, Osten und Süden an Ungarn, nur im Westen an das Inland.
| Eberau        |                                             |        |
| Strem         | Kompassrose, die auf Nachbargemeinden zeigt | Ungarn |
| Heiligenbrunn |                                             |        |

## Geschichte
Archäologische Funde belegen eine menschliche Bau- und Siedlungstätigkeit im unteren Pinkatal vor ca. 7.500 Jahren. Später, zur Zeit des Römischen Reiches war die Gegend Teil der Provinz Pannonia superior. Während der nächsten Jahrhunderte kam es durch Völkerwanderung und Kriegswirren zu einem regelmäßigen Herrschaftswechsel (siehe Geschichte des Burgenlandes), bis die Gegend schließlich um 900 Teil des Großfürstentums Ungarn wurde.
Die erste urkundliche Erwähnung des Ortes erfolgte im 13. Jahrhundert. 1482 wurde der Ort Sároslak (ungarisch sáros ‚Sumpf‘; ungarisch lak ‚Wohnstätte‘) genannt, 1564 schien er als Németsároslak (ungarisch német ‚deutsch‘) auf. Aus dem Jahr 1600 stammt der älteste vorhandene Beleg zum deutschen Namen Moschendorf (mittelhochdeutsch mos ‚Moos‘).

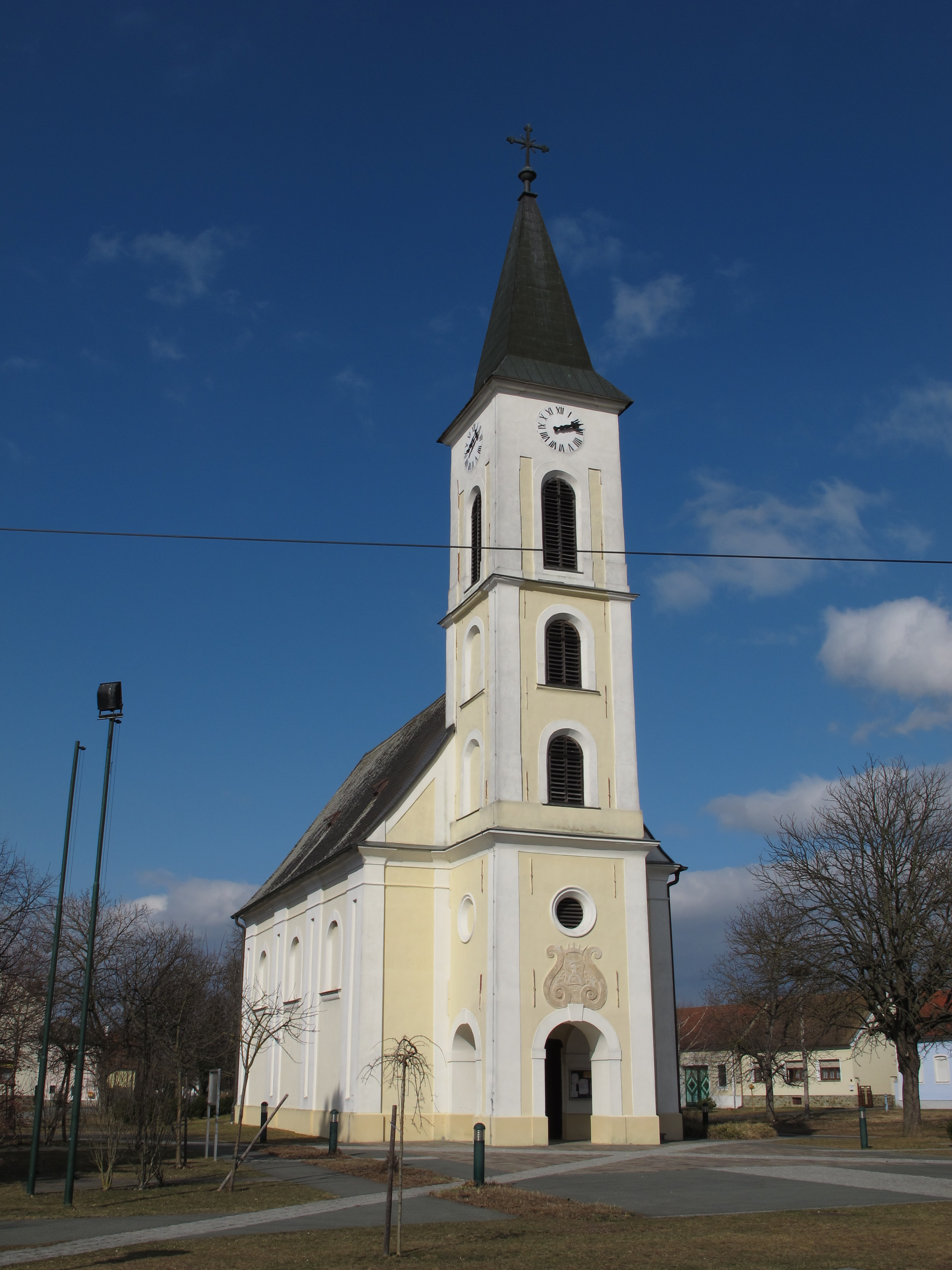
Pfarrkirche Moschendorf

Verheerungen durch Kriege entstanden 1532 und 1605; 1636 und 1836 zerstörten Brände den Ort. 1713 wurden Kirche und Pfarrschule errichtet. 1773 entstand die heutige Pfarrkirche, der Ort hatte damals 764 Einwohner. 1882 wurde die Freiwillige Feuerwehr Moschendorf gegründet. Im Jahr 1900 wurden 1.215 Einwohner gezählt.
Der Ort gehörte, wie das gesamte Deutsch-Westungarn bis 1921 zu Ungarn. Seit 1898 musste aufgrund der Magyarisierungspolitik der Regierung in Budapest der ungarische Ortsname Nagysároslak (nagy = groß) verwendet werden. Deutsch-Westungarn wurde nach dem Ersten Weltkrieg in den Verträgen der Siegermächte mit Österreich (Vertrag von Saint-Germain) 1919 und mit Ungarn (Vertrag von Trianon) 1920 Österreich zugesprochen. Die Österreicher nannten es Burgenland und konnten es 1921 in Besitz nehmen (siehe auch Geschichte des Burgenlandes).
Die Not der Bevölkerung war um 1900 so groß, dass viele Menschen in die USA auswanderten. Vor allem Personen, die keinen Besitz hatten (Holden) und zumeist als Tagelöhner ihr Geld verdienten, brachen Richtung Amerika auf. Die Verdienstmöglichkeiten in den USA waren so gut, dass auch viele Arbeitsemigranten dabei waren. Sie schickten das Geld nach Hause zu ihrer Familie, die ein Haus oder Wirtschaftsgebäude bauten oder auch ihren Grundbesitz damit vermehrten. Die mit diesem Geld erbauten Häuser stachen bei einem Spaziergang durch das Dorf besonders heraus, da sie prunkvoller und größer als die anderen Häuser waren. Das in den USA erarbeitete Geld wurde auch dazu verwendet, den Geschwistern ihren Erbteil auszuzahlen. Zu dieser Zeit wuchsen viele Kinder bei den Großeltern auf, denn die Eltern verdienten Geld in Amerika. Viele von den Arbeitsemigranten kamen wieder in ihre Heimat zurück, obwohl sie es in Amerika besser hatten als hier. 1930 bis 1938 wanderten auf Grund der Wirtschaftskrise viele Moschendorfer in die USA aus. „Es leben mehr Moschendorfer in Amerika als hier“ heißt es in einer ausgehängten Dorfchronik. 1939 wurden nur mehr 715 Einwohner gezählt.
Am Ende des Zweiten Weltkriegs war die Gegend um Moschendorf im Frühjahr 1945 zwei Wochen Kampfgebiet, als die Rote Armee, von Ungarn kommend, westwärts vordrang.
1970 wurde der Ort in die Großgemeinde Strem eingegliedert. 1996 wurde Moschendorf wieder selbständige Gemeinde.

## Kultur und Sehenswürdigkeiten

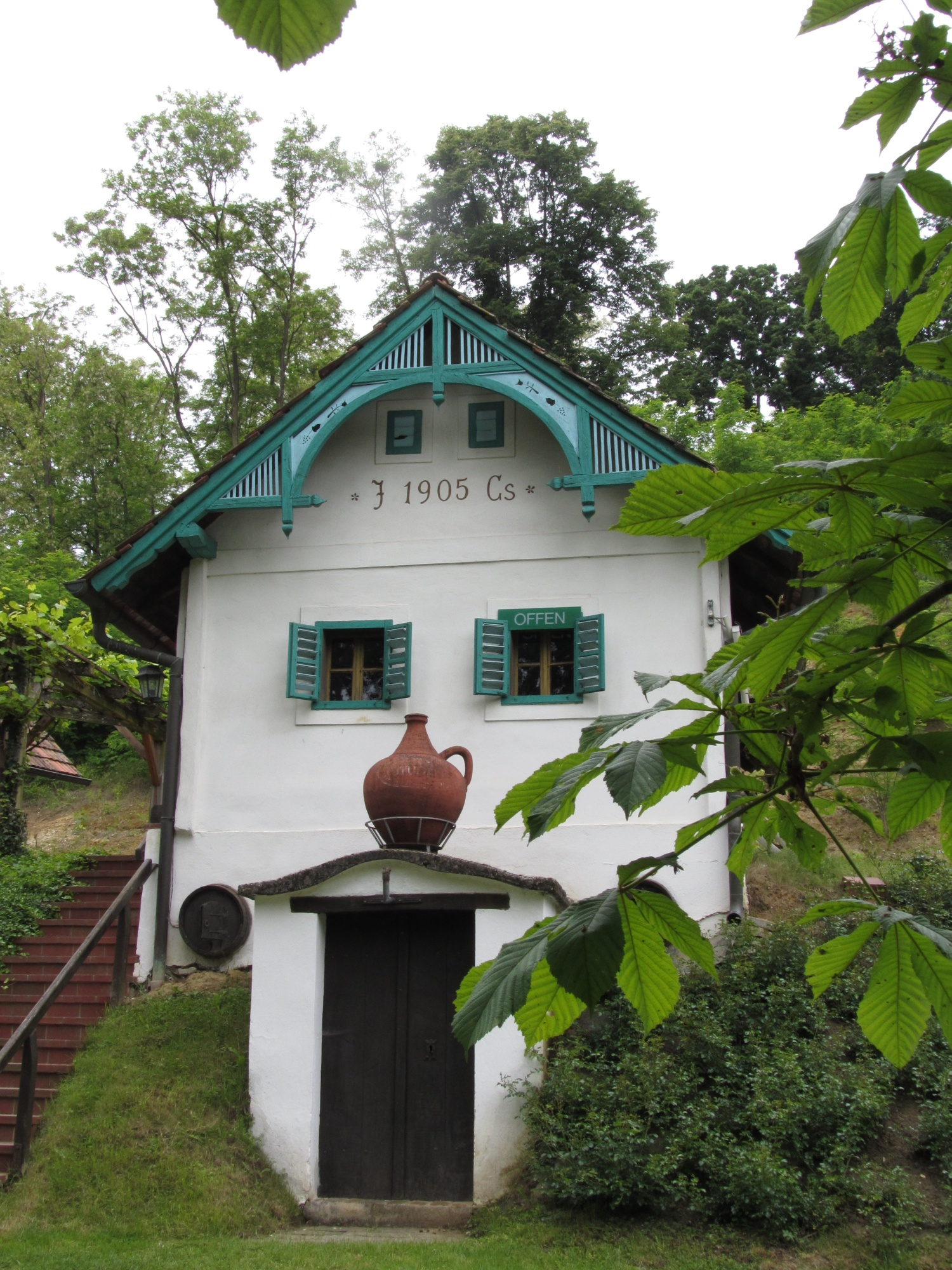
Kellerstöckl im Weinmuseum

- Römisch-katholische Pfarrkirche Moschendorf hl. Rosalia: am Dorfanger gelegener spätbarocker Bau von 1773 mit vorgebautem Südturm mit Knickhelm, verfügt über barocke Innenausstattung aus derselben Periode
- Weinmuseum Moschendorf: westlich von Moschendorf gelegenes Freilichtmuseum mit 15 historischen Gebäuden aus der Region; Sitz des Naturparks Weinidylle; Besucher-, Informations- und Veranstaltungszentrum

## Politik

### Gemeinderat
Der Gemeinderat umfasst aufgrund der Anzahl der Wahlberechtigten insgesamt 11 Mitglieder.
| Partei          | 2022             | 2022             | 2022             | 2017             | 2017             | 2017             | 2012             | 2012             | 2012             | 2007             | 2007             | 2007             | 2002             | 2002             | 2002             | 1997             | 1997             | 1997             |
| Partei          | Sti.             | %                | M.               | Sti.             | %                | M.               | Sti.             | %                | M.               | Sti.             | %                | M.               | Sti.             | %                | M.               | Sti.             | %                | M.               |
| --------------- | ---------------- | ---------------- | ---------------- | ---------------- | ---------------- | ---------------- | ---------------- | ---------------- | ---------------- | ---------------- | ---------------- | ---------------- | ---------------- | ---------------- | ---------------- | ---------------- | ---------------- | ---------------- |
| ÖVP             | 192              | 57,49            | 6                | 217              | 58,97            | 7                | 254              | 65,97            | 7                | 255              | 63,12            | 7                | 265              | 68,65            | 8                | 256              | 70,14            | 8                |
| SPuUA A1        | 142              | 42,51            | 5                | 151              | 41,03            | 4                | 131              | 34,03            | 4                | nicht kandidiert | nicht kandidiert | nicht kandidiert | nicht kandidiert | nicht kandidiert | nicht kandidiert | nicht kandidiert | nicht kandidiert | nicht kandidiert |
| SPÖ             | nicht kandidiert | nicht kandidiert | nicht kandidiert | nicht kandidiert | nicht kandidiert | nicht kandidiert | nicht kandidiert | nicht kandidiert | nicht kandidiert | 149              | 36,88            | 4                | 121              | 31,35            | 3                | 109              | 29,86            | 3                |
| Wahlberechtigte | 378              | 378              | 378              | 399              | 399              | 399              | 419              | 419              | 419              | 421              | 421              | 421              | 418              | 418              | 418              | 395              | 395              | 395              |
| Wahlbeteiligung | 93,92 %          | 93,92 %          | 93,92 %          | 95,24 %          | 95,24 %          | 95,24 %          | 96,18 %          | 96,18 %          | 96,18 %          | 97,15 %          | 97,15 %          | 97,15 %          | 93,54 %          | 93,54 %          | 93,54 %          | 95,95 %          | 95,95 %          | 95,95 %          |

### Bürgermeister
Bürgermeister ist seit 2022 Thomas Behm (ÖVP).
Nachdem Peter Schlaffer (ÖVP), der seit der Ausgliederung von Strem 1996 der Gemeinde vorstand, am 29. Februar 2012 sein Amt zurücklegte, wurde am gleichen Tag Werner Laky vom Gemeinderat zum Bürgermeister gewählt. Bei der Bürgermeisterdirektwahl am 7. Oktober 2012 musste sich Laky den Wählern stellen. Da es keinen Mitbewerber gab, war seine Wahl mit 82,62 % lediglich ein Formalakt. Bei der Wahl am 1. Oktober 2017 hatte er in Cornelia Kedl-Oswald (SPÖ und Unabhängige) eine Mitbewerberin. Mit 60,65 % wurde Laky als Bürgermeister bestätigt, Kedl-Oswald kam auf 39,35 %.
In der konstituierenden Sitzung des Gemeinderats wurde Cornelia Kedl-Oswald zur Vizebürgermeisterin gewählt.
Amtsleiterin ist Klaudia Jost.

### Wappen
|  | Das Wappen wurde der Gemeinde am 16. Juni 1998 von der Burgenländischen Landesregierung verliehen. Blasonierung: „In dem von Grün und Gold gespaltenen Schild ein farbverwechseltes Haus; das Haus wird überhöht von einem grünen Rebstock mit zwei Trauben (vorne) und einem einwärts steigenden Ochsen (hinten).“ Die Gemeindefarben sind grün-gold. |

## Persönlichkeiten

### Ehrenbürger
- 2019: Verena Dunst (* 1958), österreichische Politikerin (SPÖ), Landesrätin der Burgenländischen Landesregierung 2000–2019, Landtagspräsidentin des Burgenländisches Landtags seit 2019, lebt in Moschendorf und ist hier aufgewachsen[14]
- 2019: Peter Schlaffer, Bürgermeister von Moschendorf 1996–2012[15]

### Söhne und Töchter der Gemeinde
- Walter Laki (* 1951), Politiker (FRANK), Abgeordneter zum Landtag von Niederösterreich 2013–2018

### Mit der Gemeinde verbundene Persönlichkeiten
- Stefan Behm (1929–2005), Politiker (ÖVP) und Landwirt, Bürgermeister von Moschendorf 1967–1970, Abgeordneter zum Burgenländischen Landtag 1977–1991